# Adelognathus tumidus
Adelognathus tumidus är en stekelart som beskrevs av Dmitriy R. Kasparyan 1990. Adelognathus tumidus ingår i släktet Adelognathus och familjen brokparasitsteklar. Inga underarter finns listade i Catalogue of Life.